# Edificio Isabel Bongard
El Edificio Isabel Bongard es un edificio de la ciudad de La Serena se ubica en la calle Amunátegui 851. El nombre viene de la educadora de origen alemán Isabel Bongard. 
Desde el año 1890 hasta 1940 el edificio cumplió la función de la Escuela Normal de Preceptoras, de gran importancia en la época.  
Luego en 1993, en homenaje a su contribución en el ámbito educacional se le designa "Campus de Isabel Bongard" correspondiente a la Universidad de La Serena. 
Fue declarado Monumento Nacional el 23 de junio de 1995.

## Historia
La Escuela Normal de Preceptoras de La Serena fue fundada en 1874, para formar maestras de enseñanza primaria. Desde sus inicios, recibió a numerosos expertos alemanes y chilenos, que trataron de inculcar en las futuras educadoras los métodos de enseñanza en boga en Europa, dentro de una perspectiva laica y científica. Isabel Bongard, educadora de origen alemán, fue designada en 1890 por el gobierno de José Manuel Balmaceda para encargarse de la dirección del establecimiento, y le imprimió un sello de progresismo y calidad que marcó la historia futura del establecimiento.
La Escuela Normal funcionó en diferentes edificios hasta 1912, cuando se inauguró el que hoy es monumento nacional.  El inmueble constituye un volumen simétrico de dos niveles, en torno a un eje central estructurado por el acceso. Su planta se desarrolla en torno a dos patios laterales. Su fachada, de influencia neoclásica, se caracteriza por sus arcos rebajados y la cantería de los muros. La construcción es de albañilería de ladrillo, que luce especialmente en el tratamiento de los arcos, y entramado de roble con adobe en el segundo nivel; la estructura de la techumbre, de las puertas, las ventanas, los pisos y los cielos es de pino Oregón. El estilo de la construcción es neoclásico, con elementos de la arquitectura colonial americana.
En el segundo piso se encontraban los largos dormitorios de las más de doscientas alumnas, que estudiaban con régimen de internado, y la capilla del plantel. En el primer piso estaba el Salón de Actos, recubierto de fina madera, donde se realizaban las clases de gimnasia, las ceremonias de graduación, etc. Por detrás de este espacio estaba la sala de música, y en el ala sur la cocina. En el primer piso se sitúan también las salas más interesantes del establecimiento: el laboratorio de ciencias, dotado de curiosos implementos, y la gran biblioteca. En el sector poniente funcionaba una Escuela de Aplicaciones, de enseñanza primaria, que servía de lugar de práctica y observación para las futuras educadoras. El edificio estaba rodeado por un bello huerto donde crecían chirimoyos, damascos y ciruelos, y un parque con palmeras, cipreses y plátanos orientales.
En octubre de 1988, un incendio destruyó buena parte del segundo piso. La Universidad de La Serena, a pesar de los inconvenientes causados por el siniestro, realizó la restauración del edificio, el cual se encuentra actualmente operativo para uso de los estudiantes.  

## Dependencias
- Edificio de la Ex Escuela Normal de La Serena. [3]
- Parque Universitario.
- Casino Central.
- Huerto de Chirimoyos.
- Dependencias Administrativas de la Dirección de Recursos Humanos.
- Dependencias Administrativas de la Dirección de Servicios.
- Dependencias del Departamento de Educación.
- Centro de Apoyo para la Docencia de las Humanidades, CADH.
- Centro de Lenguaje, CEL.
- Centro de Informática Educativa.
- Anfiteatro.
- Multicancha.
- Dependencias del Circo Minero.